# デニス・ギュル
デニス・ギュル（Deniz Gül, 2004年7月2日 - ）は、スウェーデン・ストックホルム出身のサッカー選手。FCポルト所属。ポジションはフォワード。

## 経歴

### クラブ
トルコ人の父とスウェーデン人の母の間にストックホルムで生まれた。地元クラブであるストゥブスタIFでサッカーを始め、ゼーゲルトルプスIF、IFブロマポイカルナ、AIKソルナ、FCユルスホルムのユースチームでプレーをした。2021年にハンマルビーIFのユースチームに加入した。2022年8月には、カリアリ・カルチョへの移籍を断ったと報じられた。2022年、19歳以下のリーグ戦であるP19アルスヴェンスカンで優勝し、リーグの得点王になり年間最優秀フォワードに選出された。
2022年9月17日、アルスヴェンスカンのBKヘッケン戦で初めてトップチームに招集されたが、この試合では出場機会は無かった。2023年1月、クラブと3年契約を締結した。2023年シーズンは主にBチームのハンマルビーTFFでプレーし、3部リーグで22試合14得点を記録した。2023年10月22日、ユールゴーデンIF戦でトップチーム初出場を果たした。
2024年8月24日、FCポルトに移籍した。契約期間は5年間。

### 代表
2023年、U-19スウェーデン代表に招集され、UEFA U-19欧州選手権2023予選に出場した。